# Tricorythopsis bahiensis
Tricorythopsis bahiensis is een haft uit de familie Leptohyphidae. De wetenschappelijke naam van de soort is voor het eerst geldig gepubliceerd in 2008 door Dias, Salles & Ferreira.
De soort komt voor in het Neotropisch gebied.